# People's Choice Awards 2015
La 41ª edizione dei People's Choice Awards si è svolta il 7 gennaio 2015 al Nokia Theatre di Los Angeles. La cerimonia è stata presentata da Anna Faris e Allison Janney e trasmessa dalla CBS.
In seguito sono elencate le categorie. Il relativo vincitore è stato indicato indicato in grassetto.

## Cinema

### Film

#### Film preferito
- Maleficent, regia di Robert Stromberg
- 22 Jump Street, regia di Phil Lord e Chris Miller
- Captain America: The Winter Soldier, regia di Anthony e Joe Russo
- Guardiani della Galassia (Guardians of the Galaxy), regia di James Gunn
- X-Men - Giorni di un futuro passato (X-Men: Days of Future Past), regia di Bryan Singer

#### Film drammatico preferito
- Colpa delle stelle (The Fault in Our Stars), regia di Josh Boone
- The Giver - Il mondo di Jonas (The Giver), regia di Phillip Noyce
- Noah, regia di Darren Aronofsky
- Il paradiso per davvero (Heaven is for Real), regia di Randall Wallace
- Resta anche domani (If I Stay), regia di R. J. Cutler

#### Film commedia preferito
- 22 Jump Street
- Bastardi in divisa (Let's Be Cops), regia di Luke Greenfield
- Cattivi vicini (Neighbors), regia di Nicholas Stoller
- Insieme per forza (Blended), regia di Frank Coraci
- Tutte contro lui - The Other Woman (The Other Woman), regia di Nick Cassavetes

#### Film d'azione preferito
- Divergent, regia di Neil Burger
- The Amazing Spider-Man 2 - Il potere di Electro (The Amazing Spider-Man 2), regia di Marc Webb
- Captain America: The Winter Soldier
- Guardiani della Galassia (Guardians of the Galaxy)
- X-Men - Giorni di un futuro passato (X-Men: Days of Future Past)

#### Film per famiglie preferito
- Maleficent
- Dragon Trainer 2 (How to Train Your Dragon 2), regia di Dean DeBlois
- Una fantastica e incredibile giornata da dimenticare (Alexander and the Terrible, Horrible, No Good, Very Bad Day), regia di Miguel Arteta
- The LEGO Movie, regia di Phil Lord e Chris Miller
- Rio 2 - Missione Amazzonia (Rio 2), regia di Carlos Saldanha

#### Film thriller preferito
- L'amore bugiardo - Gone Girl (Gone Girl), regia di David Fincher
- Anarchia - La notte del giudizio (The Purge: Anarchy), regia di James DeMonaco
- Annabelle, regia di John Leonetti
- Dracula Untold, regia di Gary Shore
- The Equalizer - Il vendicatore (The Equalizer), regia di Antoine Fuqua

### Recitazione

#### Attore preferito in un film
- Robert Downey Jr.
- Hugh Jackman
- Brad Pitt
- Channing Tatum
- Mark Wahlberg

#### Attrice preferita in un film
- Jennifer Lawrence
- Scarlett Johansson
- Angelina Jolie
- Melissa McCarthy
- Emma Stone

#### Attore preferito in un film drammatico
- Robert Downey Jr.
- Ben Affleck
- George Clooney
- Matt Damon
- Brad Pitt

#### Attrice preferita in un film drammatico
- Chloë Grace Moretz
- Emma Stone
- Meryl Streep
- Reese Witherspoon
- Shailene Woodley

#### Attore preferito in un film commedia
- Adam Sandler
- Zac Efron
- Jonah Hill
- Seth Rogen
- Channing Tatum

#### Attrice preferita in un film commedia
- Melissa McCarthy
- Drew Barrymore
- Cameron Diaz
- Tina Fey
- Charlize Theron

#### Attore preferito in un film d'azione
- Chris Evans
- Hugh Jackman
- Liam Neeson
- Mark Wahlberg
- Denzel Washington

#### Attrice preferita in un film d'azione
- Jennifer Lawrence
- Scarlett Johansson
- Angelina Jolie
- Zoe Saldana
- Shailene Woodley

#### Coppia preferita in un film
- Theo James e Shailene Woodley – Divergent
- Jonah Hill e Channing Tatum – 22 Jump Street
- Andrew Garfield e Emma Stone – The Amazing Spider-Man 2 - Il potere di Electro (The Amazing Spider-Man 2)
- Chris Evans e Scarlett Johansson – Captain America: The Winter Soldier
- Ansel Elgort e Shailene Woodley – Colpa delle stelle (The Fault in Our Stars)

## Televisione

### Programmi

#### Serie TV preferita
- The Big Bang Theory
- C'era una volta (Once Upon a Time)
- NCIS - Unità anticrimine (NCIS)
- Il Trono di Spade (Game Of Thrones)
- The Walking Dead

#### Serie TV drammatica preferita
- Grey's Anatomy
- Chicago Fire
- Downton Abbey
- Revenge
- Scandal

#### Serie TV drammatica preferita (via cavo)
- Pretty Little Liars
- Bates Motel
- Rizzoli & Isles
- Sons of Anarchy
- True Detective

#### Serie TV commedia preferita
- The Big Bang Theory
- 2 Broke Girls
- Modern Family
- Mom
- New Girl

#### Serie TV commedia preferita (via cavo)
- Melissa & Joey
- Baby Daddy
- Cougar Town
- Faking It - Più che amiche (Faking It)
- Young & Hungry - Cuori in cucina

#### Serie TV commedia drammatica preferita
- Orange Is the New Black
- Diario di una nerd superstar (Awkward)
- Shameless
- Suits
- White Collar

#### Serie TV crime drama preferita
- Castle
- Bones
- Criminal Minds
- The Mentalist
- NCIS - Unità anticrimine (NCIS)

#### Serie TV sci-fi/fantasy preferita
- Beauty and the Beast
- Agents of S.H.I.E.L.D.
- C'era una volta (Once Upon a Time)
- Supernatural
- The Vampire Diaries

#### Serie TV sci-fi/fantasy preferita (via cavo)
- Outlander
- American Horror Story
- Doctor Who
- Il Trono di Spade (Game of Thrones)
- The Walking Dead

#### Serie d'animazione preferita
- I Simpson (The Simpsons)
- American Dad!
- Bob's Burgers
- I Griffin (Family Guy)
- South Park

#### Talent show preferito
- The Voice
- America's Got Talent
- Dancing with the Stars
- Hell's Kitchen
- MasterChef

#### Programma comico preferito
- Saturday Night Live
- Drunk History
- Inside Amy Schumer
- Key and Peele
- Kroll Show

#### Nuova serie TV drammatica preferita
- The Flash
- Constantine
- Forever
- Gotham
- Gracepoint
- Madam Secretary
- The Mysteries of Laura
- NCIS: New Orleans
- Red Band Society
- Le regole del delitto perfetto (How to Get Away with Murder)
- Scorpion
- Stalker

#### Nuova serie TV commedia preferita
- Jane the Virgin
- A to Z
- Bad Judge
- Black-ish
- Cristela
- Marry Me
- The McCarthys
- Mulaney
- Selfie

### Recitazione e conduzione

#### Attore preferito in una serie TV drammatica
- Patrick Dempsey
- Justin Chambers
- Taylor Kinney
- Dax Shepard
- Jesse Williams

#### Attrice preferita in una serie TV drammatica
- Ellen Pompeo
- Alyssa Milano
- Hayden Panettiere
- Emily VanCamp
- Kerry Washington

#### Attore preferito in una serie TV commedia
- Chris Colfer
- Ty Burrell
- Jesse Tyler Ferguson
- Ashton Kutcher
- Jim Parsons

#### Attrice preferita in una serie TV commedia
- Kaley Cuoco
- Zooey Deschanel
- Melissa McCarthy
- Amy Poehler
- Sofía Vergara

#### Attore preferito in una serie TV (via cavo)
- Matt Bomer
- Sean Bean
- Eric Dane
- Charlie Hunnam
- William H. Macy

#### Attrice preferita in una serie TV (via cavo)
- Angie Harmon
- Kristen Bell
- Ashley Benson
- Courteney Cox
- Lucy Hale

#### Attore preferito in una serie TV crime drama
- Nathan Fillion
- Kevin Bacon
- Simon Baker
- David Boreanaz
- Shemar Moore

#### Attrice preferita in una serie TV crime drama
- Stana Katic
- Emily Deschanel
- Lucy Liu
- Mariska Hargitay
- Robin Tunney

#### Attore preferito in una serie TV sci-fi/fantasy
- Misha Collins
- Jensen Ackles
- Jared Padalecki
- Ian Somerhalder
- Paul Wesley

#### Attrice preferita in una serie TV sci-fi/fantasy
- Kristin Kreuk
- Nina Dobrev
- Ginnifer Goodwin
- Jessica Lange
- Jennifer Morrison

#### Attore preferito in una nuova serie TV
- David Tennant
- Scott Bakula
- Laurence Fishburne
- Dylan McDermott
- Benjamin McKenzie

#### Attrice preferita in una nuova serie TV
- Viola Davis
- Téa Leoni
- Debra Messing
- Jada Pinkett Smith
- Octavia Spencer

#### Coppia preferita in una serie TV
- Nina Dobrev e Ian Somerhalder – The Vampire Diaries
- David Boreanaz e Emily Deschanel – Bones
- Josh Dallas e Ginnifer Goodwin – C'era una volta (Once Upon a Time)
- Nathan Fillion e Stana Katic – Castle
- Jensen Ackles e Jared Padalecki – Supernatural

#### Personaggio preferito maggiormente rimpianto
- Cristina Yang interpretatata da Sandra Oh – Grey's Anatomy
- Neal Cassidy interpretato da Michael Raymond-James – C'era una volta (Once Upon a Time)
- Hershel Greene interpretato da Scott Wilson – The Walking Dead
- Leslie Shay interpretata da Lauren German – Chicago Fire
- Lance Sweets interpretato da John Francis Daley – Bones

#### Presentatore preferito di un programma diurno
- Ellen DeGeneres
- Steve Harvey
- Queen Latifah
- Rachael Ray
- Kelly Ripa e Michael Strahan

#### Presentatore preferito di un talk show serale
- Jimmy Fallon
- Craig Ferguson
- Jimmy Kimmel
- David Letterman
- Conan O'Brien

#### Icona televisiva preferita
- Betty White
- Tim Allen
- Mark Harmon
- Katey Sagal
- Tom Selleck

## Musica

### Artista maschile preferito
- Ed Sheeran
- John Legend
- Blake Shelton
- Sam Smith
- Pharrell Williams

### Artista femminile preferita
- Taylor Swift
- Iggy Azalea
- Beyoncé
- Katy Perry
- Sia

### Gruppo musicale preferito
- Maroon 5
- Coldplay
- Imagine Dragons
- One Direction
- OneRepublic

### Artista emergente preferito
- 5 Seconds of Summer
- Charli XCX
- Fifth Harmony
- Sam Smith
- Meghan Trainor

### Artista country maschile preferito
- Hunter Hayes
- Luke Bryan
- Tim McGraw
- Brad Paisley
- Blake Shelton

### Artista country femminile preferita
- Carrie Underwood
- Lucy Hale
- Faith Hill
- Miranda Lambert
- Dolly Parton

### Gruppo musicale country preferito
- Lady Antebellum
- The Band Perry
- Florida Georgia Line
- Rascal Flatts
- Zac Brown Band

### Artista pop preferito
- Taylor Swift
- Jessie J
- Beyoncé
- Jennifer Lopez
- Sia

### Artista hip-hop preferito
- Iggy Azalea
- Drake
- Jay-Z
- Nicki Minaj
- T.I.

### Artista R&B preferito
- Pharrell Williams
- Chris Brown
- Jennifer Hudson
- John Legend
- Usher

### Album preferito
- X – Ed Sheeran
- Ghost Stories – Coldplay
- Girl – Pharrell Williams
- In the Lonely Hour – Sam Smith
- My Everything – Ariana Grande

### Canzone preferita
- Shake It Off – Taylor Swift
- All About That Bass – Meghan Trainor
- Bang Bang – Jessie J, Ariana Grande, Nicki Minaj
- Maps – Maroon 5
- Stay with Me – Sam Smith